# Ga Châu Hanh
Ga Châu Hanh là một nhà ga xe lửa tại xã Phan Thanh, huyện Bắc Bình, tỉnh Bình Thuận. Nhà ga là một điểm trên tuyến đường sắt Bắc Nam tiếp nối sau ga Sông Mao và trước ga Sông Lũy. Lý trình ga: Km 1493 + 690.